# Vicdessos (Ariège)
Vicdessos (okzitanisch: Vic de Sòs) ist eine Ortschaft und eine ehemalige französische Gemeinde mit 456 (Stand: 1. Januar 2022) im Département Ariège in der Region Okzitanien (vor 2016: Midi-Pyrénées). Sie gehörte zum Arrondissement Foix und zum Kanton Sabarthès. Die Bewohner nennen sich Vicdessossois.
Mit Wirkung vom 1. Januar 2019 wurden die ehemaligen Gemeinden Vicdessos, Sem, Goulier und Suc-et-Sentenac zur Commune nouvelle Val-de-Sos zusammengeschlossen und haben in der neuen Gemeinde der Status einer Commune déléguée. Der Verwaltungssitz befindet sich im Ort Vicdessos.

## Geografie
Vicdessos liegt etwa 23 Kilometer südsüdwestlich von Foix im Regionalen Naturpark Pyrénées Ariégeoises am Fluss Vicdessos. Umgeben wird Vicdessos von den Nachbarorten Suc-et-Sentenac im Norden und Nordwesten, Orus im Norden, Illier-et-Laramade im Osten und Nordosten, Lercoul im Südosten, Sem und Goulier im Süden sowie Auzat im Westen und Südwesten.

## Bevölkerungsentwicklung
| Jahr                       | 1962 | 1968 | 1975 | 1982 | 1990 | 1999 | 2006 | 2013 |
| Einwohner                  | 635  | 585  | 580  | 602  | 483  | 461  | 437  | 543  |
| Quellen: Cassini und INSEE |      |      |      |      |      |      |      |      |

## Sehenswürdigkeiten
- Kirche Notre-Dame

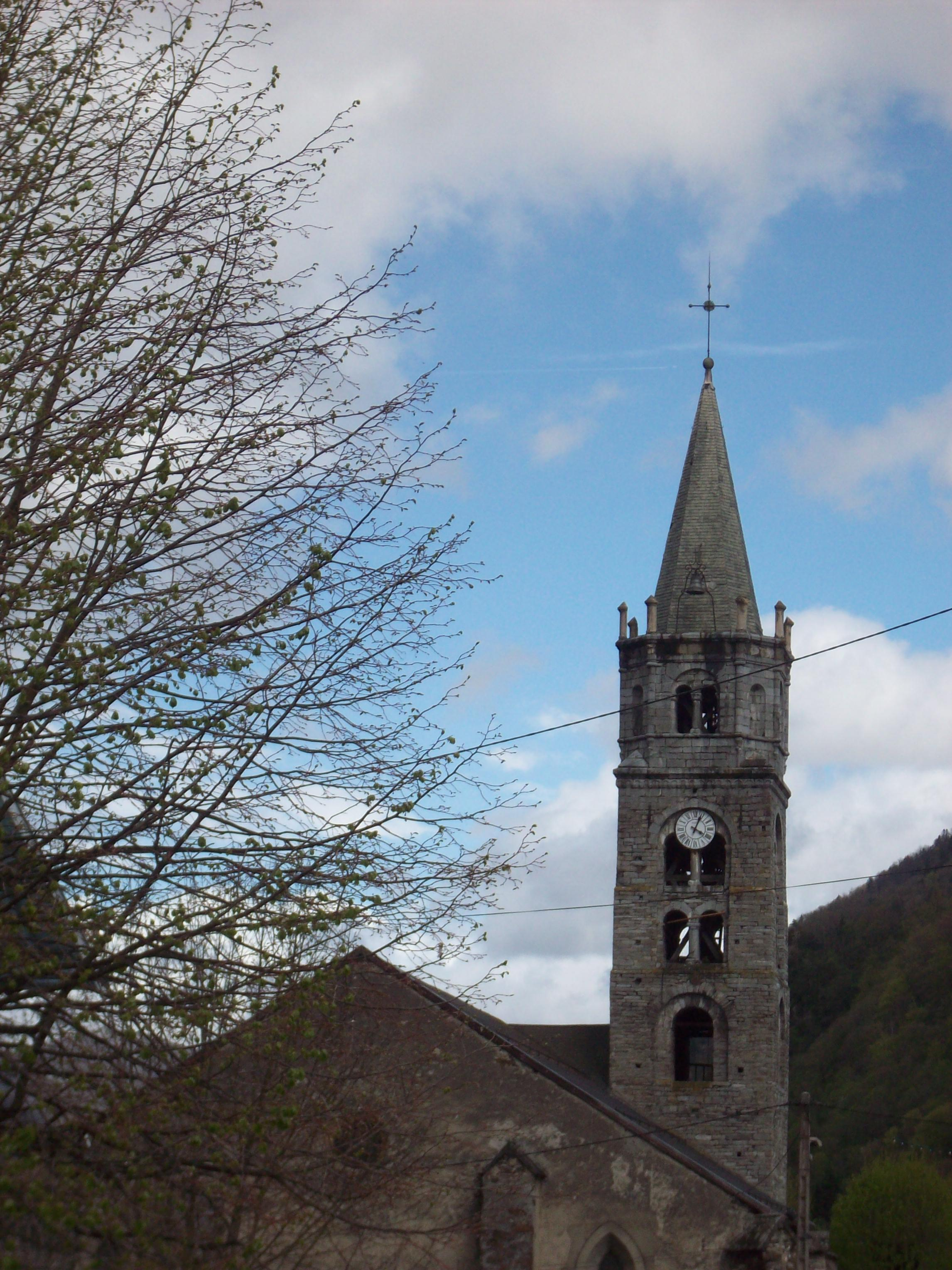
Kirche Notre-Dame

- Burg Miglos; die Seigneurs de Miglos, Vasallen der Grafen von Foix, mussten ihre Burg den Königen von Aragon öffnen, boten aber heimlich Katharern Unterschlupf. Siehe auch: Katharerburgen.